# Cybernet (Congo)
Cybernet sprl est une entreprise congolaise des nouvelles technologies de l'information spécialisée dans le providing Internet en République démocratique du Congo.
Cybernet sprl dispose d'un service offrant des connexions Internet par satellite et des connexions Data entre succursales d'entreprises.
Cybernet, au travers de ses boucles locales radio sur les grandes villes de la RDC, propose une couverture wimax assurant la connectivité vers Internet à cout réduit de plusieurs congolais, luttant ainsi contre la fracture numérique très prononcée de la République Démocratique du Congo.

## Présentation
Cybernet est une société privée à responsabilité limitée (sprl) ayant pour objet social la vente des services, des équipements informatiques et de télécommunication. Constitué d’une équipe d’ingénieurs informaticiens, mathématiciens et techniciens, Cybernet a une très grande expérience dans la résolution des problèmes liés aux nouvelles technologies de l’information.
L'entreprise a travaillé plusieurs années sur des grands projets dans les entreprises publiques et privées, tant nationales que multinationales. en implantant des systèmes et réseaux d’informations aussi bien locaux que régionaux.
Les outils satellitaires permettent d’être directement connectés sur internet partout en RDC via des hub. Il suffit d’une source d’énergie électrique et d’une visibilité du ciel, pas besoin d’une ligne câblée, ni de grosse infrastructure de télécommunication.

## Historique
Cybernet a ouvert ses portes le 10/06/2000. Parti d’une idée de mettre sur pied un cybercafé, Cybernet a très vite saisi l’occasion qui s’est présenté après le passage à l’an 2000 du besoin croissant des équipements informatiques pour se construire un stock assez important. À la fin de l’année 2003, fort de l’implémentation du service High Speed internet par satellite l’entreprise s’est spécialisée dans les solutions relatives à la connexion Internet à haut débit en République Démocratique du Congo en Angola et au Congo Brazzaville. Cela l’a été sans abandonner la fourniture des équipements informatiques  et de télécommunications. À cet effet Cybernet dispose  des partenariats avec plusieurs équipementiers à travers le monde pour atteindre ces objectifs.
Tout récemment, possédant une d’exploitation wireless wimax depuis 2006, Cybernet s’est lancé dans la desserte de l’internet par boucle locale radio sur les grandes villes de la RDC suivant un plan de déploiement visant les chefs lieux des 11 provinces dans les 10 années à venir. Sont connectés à ce jour les villes de Kinshasa, Lubumbashi, Kolwezi, Matadi, et les déploiements des villes de Bukavu et Goma sont en cours, avec les technologies VSat et Wimax, Cybernet offre une connexion Internet de qualité à des prix défiant toute concurrence sur toute l’étendue de la RDC.
La vision et la mission de Cybernet sont d’être le fournisseur de choix pour la connexion internet rapide et transmission des données en République Démocratique du Congo.
En 2011, l’Autorité de Régulation de Postes et Télécommunications a octroyé à CYBERNET la licence nationale d’Operateur VSAT en RDC. Cette licence permet donc à Cybernet de déployer les projets de mise en place des Hubs satellitaires, projets conçus depuis près de cinq ans et desservant certaines entreprises en RDC, tel la BAT en 2004 et la BCC depuis 2007.